# Rivière des Vases (rivière Nicolet)
Pour les articles homonymes, voir Vases.
La rivière des Vases est un affluent de la rivière Nicolet laquelle se déverse sur la rive sud du fleuve Saint-Laurent. La rivière des Vases coule dans les municipalités de Ham-Nord et Saints-Martyrs-Canadiens, dans la municipalité régionale de comté (MRC) de Arthabaska, dans la région du Centre-du-Québec, au Québec, au Canada.

## Géographie
Les bassins versants voisins de la rivière des Vases sont :
- côté nord : rivière Bulstrode ;
- côté est : rivière Blanche (rivière au Pin) ;
- côté sud : ruisseau de l'Aunière, lac Nicolet ;
- côté ouest : rivière Nicolet.

La rivière des Vases prend sa source au nord de La Montagne dans la municipalité de canton de Ham-Nord, presque à la limite de la municipalité de Saints-Martyrs-Canadiens.
À partir de sa source, la rivière des Vases, la rivière coule sur 12,9 km selon les segments suivants :
- 0,2 km vers l'est, jusqu'à la limite de la municipalité des Saints-Martyrs-Canadiens ;
- 2,2 km d'abord vers l'est, puis vers le nord, en traversant la municipalité des Saints-Martyrs-Canadiens, jusqu'à la limite de Ham-Nord ;
- 2,5 km vers l'ouest, dans Ham-Nord, jusqu'à la confluence du ruisseau Grimard (venant du nord) ;
- 3,8 km vers l'ouest, jusqu'au pont de la route 161 ;
- 4,2 km vers l'ouest, jusqu'à son embouchure.

La rivière des Vases se déverse sur la rive est de la rivière Nicolet dans Ham-Nord, en aval du hameau village-des-Chutes et en amont du hameau Notre-Dame-de-Ham.

## Toponymie
L'hydronyme rivière des Vases tire son origine d'une zone de vases près de la confluence du ruisseau Demers et de la rivière des Vases.
Le terme vase fait référence à un envasement d'un lieu par :
- un limon qui consiste en un sédiment composé de particules terreuses très fines et de matières organiques se retrouvant au fond des nappes et des cours d'eau (étangs, lacs, rivières et autres) ;
- la boue qui constitue une terre détrempée par l'eau (ex. : lors des crues, du dégel du printemps ou des pluies abondantes) rendant difficilement carrosables ou glissantes les routes ou les sentiers non pierreux ou enrochés.

Le toponyme rivière des Vases a été officialisé le 5 décembre 1968 à la Commission de toponymie du Québec.